# NGC 5579
NGC 5579 este o interacțiune de galaxii situată în constelația Boarul. A fost descoperită în 1 mai 1785 de către William Herschel.